# Eszter Mátéfi
Eszter Mátéfi (14 febbraio 1966) è un'ex pallamanista ungherese.

## Palmarès

### Olimpiadi
- 1 medaglia:
  - 1 bronzo (Atlanta 1996)

### Mondiali
- 1 medaglia:
  - 1 argento (Austria/Ungheria 1995)